# Кассену, Ганди
Га́нди Кассе́ну (англ. Ghandi Kassenu; 9 августа 1989, Аккра, Гана) — ганский футболист, левый защитник. Молодёжный чемпион мира 2009 года.

## Карьера
Ганди Кассену является воспитанником футбольной школы ганского клуба «Либерти Профешионалс». С 2007 года по 2010 год выступал за этот клуб. 31 января 2011 года перешёл в стан многократного чемпиона Молдовы — ФК «Шериф».
Кассену играл за молодёжную сборную Ганы до 20. В 2009 году в составе сборной своей страны стал победителем молодёжного чемпионата мира в Египте, в финале в серии пенальти обыграв сверстников из Бразилии.